# Kristiina Ehin
Kristiina Ehin (Rapla, 1977. július 18. –) észt költő, író,  műfordító és énekes.

## Élete
1977. július 18-án született Rapla városában, Andres Ehin (1940–2011) észt költő, prózaíró, műfordító és Ly Seppel költőnő (1943–) családjában. Tanulmányait a Tartui Egyetem filológiai karán végezte összehasonlító folklór szakon, az észt népdalok a szakterülete. 2004-ben mesterfokozatot kapott, a disszertáció témája: „A régebbi és az újabb észt népdalok tanulmányozása és értelmezésének lehetőségei a nők szempontjából”. 1997-től 1998-ig egyidejűleg a Tartui Művészeti Főiskolán is tanult. Tanárként dolgozott a Vodja Iskolában. 1995 és 2000 között tánctanár volt, 1996 óta szabadúszó költő, író, Tartuban él.
A XXVI. észt dalfesztiválra a Puudutus című dalt írta. Az Erakkond irodalmi csoporthoz tartozott. A Sinimaniseele együttesben énekelt, 2012 óta a Naised Köögis együttesben. Ő képviselte Észtországot a londoni nyári olimpia műholdas eseményein.
Silver Sepp zenész felesége, 2016-ban született lányuk, Luike; egy korábbi kapcsolatból van egy fia.

## Művei
Több vers- és prózakötete látott napvilágot. Színdarabjai és rádióműsorai, költészeti és prózai művei rendszeresen jelennek meg irodalmi folyóiratokban és antológiákban. A verseit több nyelvre lefordították: például angol, orosz, svéd, szlovén, izlandi, finn, szlovák, udmurt, komi, német, ír és walesi.

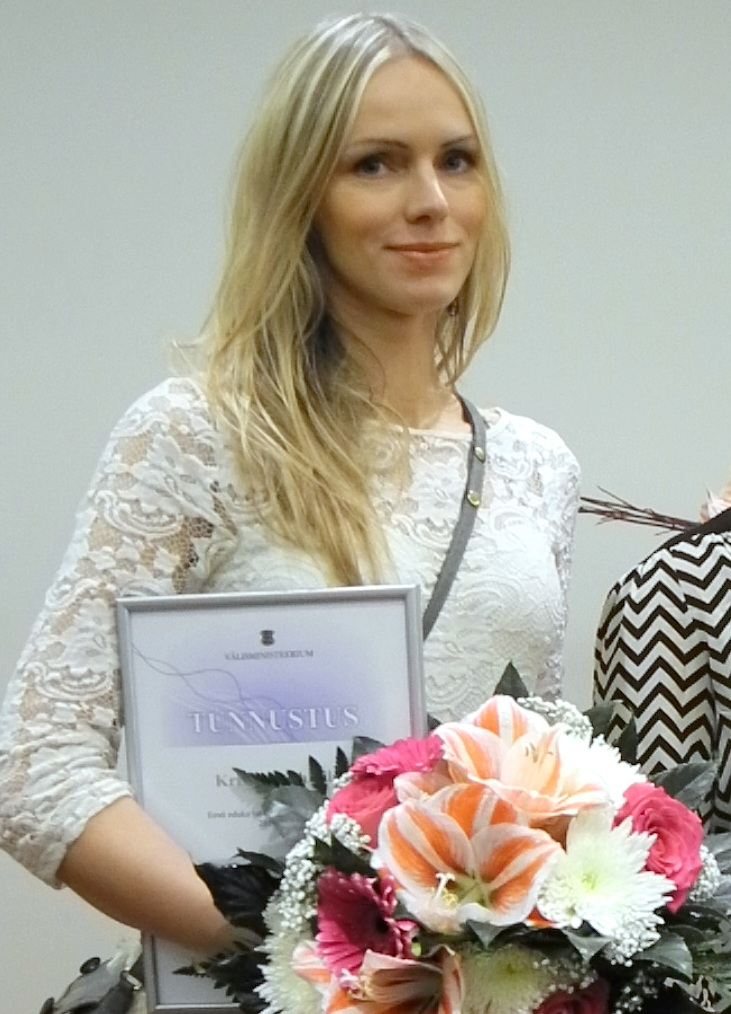
2014-ben elnyerte az Észt Külügyminisztérium kulturális díját

### Verseskötetek
- Kevad Astrahanis: luuletusi 1992–1999 (Tallinn, 2000)
- Simunapäev (Tallinn, 2003)
- Luigeluulinn (Tallinn, 2004)
- Kaitseala (Huma, 2005)
- Emapuhkus (Pandekt, 2009)
- Viimane Monogaamlane. Luuletused ja jutud (Pegasus, 2011)
- Kohtumised (2017)
- Aga armastusel on metsalinnu süda (2018)

### Prózai művek
- Pillipuhujanaine ja pommipanijanaine. Uudisjutud ja kirjad" (Huma, 2006)
- Päevaseiskaja – Lõuna-Eesti muinasjutud / South-Estonian Fairy Tales" (Huma, 2009)
- Viimane Monogaamlane. Luuletused ja jutud" (Pegasus, 2011)
- Kirjatud teekond", társszerző Kristi Jõeste (Saara, 2012)
- Paleontoloogi päevaraamat", sari "Aja lugu" (Petrone Print, 2013)

## Magyarul
- Szívemen a dalok, akár a kövek; vál., ford., utószó Jávorszky Béla; Magyar Napló, Bp., 2016

## Díjai
- Az Észt Külügyminisztérium kulturális díja (2004)
- A Sirp magazin irodalmi díja (2004)
- Az Észt Kulturális Alapítvány költődíja (Jürgen Rooste-val közösen) (2006)
- Gustav Suitsu-ösztöndíj (Tartu város ösztöndíja, 2006)
- A fiatal észt művészek elnöki díja (2008)
- Az Észt Kulturális Alapítvány „Ela ja sära” ösztöndíja (2010)
- Virumaa Irodalmi Díj (Waldur Mikitával közösen) (2014)
- Az Észt Külügyminisztérium kulturális díja (2014)
- A Fehér Csillag érdemrend IV. osztálya (2016)

## Fordítás
- Ez a szócikk részben vagy egészben  a   Kristiina Ehin című orosz Wikipédia-szócikk ezen változatának fordításán alapul.  Az eredeti cikk szerkesztőit annak laptörténete sorolja fel. Ez a jelzés csupán a megfogalmazás eredetét és a szerzői jogokat jelzi, nem szolgál a cikkben szereplő információk forrásmegjelöléseként.